# NG, Geurea da garaipena / Beste kolpe bat
«NG, Geurea da garaipena» / «Beste kolpe bat» es el cuarto sencillo del grupo vasco Negu Gorriak. Fue lanzado en junio de 1991 junto con el segundo álbum del grupo: Gure Jarrera. El sencillo fue editado por Esan Ozenki Records, sello que el propio grupo fundó ese mismo año.
En la portada se ve una imagen tomada de la portada de Gure Jarrera en blanco y negro.
Ambas canciones, escritas por el propio grupo, pertenecen al álbum Gure Jarrera.

## Lista de canciones
Cara A: «NG, geurea da garaipena» («NG, la victoria es nuestra»).
Cara B: «Beste kolpe bat» («Un golpe más»).

## Significado de las canciones

### «NG, geurea da garaipena»
La letra de la canción está escrita por Jon Maia y Fermin Muguruza. En la canción, se habla de la necesidad de luchar por tus derechos y de la voluntad para mantenerse alerta y en la lucha, sin parar hasta conseguir el objetivo. Y así, «la victoria será nuestra»:
| Bunizko ate erraldoi horrek, muga dela ematen du. Baina kolpatuz eta kolpatuz, hortzak dizkiote kendu. Erraietatik eztarri batek, beihadar bat botatzen du. Airean joan eta atean, kolpe bortitz bat jotzen du. Bihotz barneko suak orduan burni hotza urtutzen du. Negu Gorriak, geurea dek garaipena. | Esa gigantesca puerta de hierro parece una frontera. Pero golpeando y golpeando, le han quitado sus fauces. Desde lo profundo, una garganta lanza un grito. Va por el aire y en la puerta pega un golpe agresivo. Entonces el fuego del corazón derrite el hierro frío. Negu Gorriak, la victoria es nuestra. |

En la canción Fermin escupe fraseos con un estilo hip hop, mientras que el resto del grupo los respalda con guitarras afiladas y una base rítmica sutil. Según Don Snowden, es en esta canción en la que las guitarras (mezcla de Thin Lizzy y Lynyrd Skynyrd) alcanzan el cénit en el álbum.

### «Beste kolpe bat»
Beste kolpe bat» es un tema instrumental en el que se pueden escuchar diferentes samples, entre los que destaca un sonido de hacha cayendo, similar al que Kortatu utilizaron en «Kolpez kolpe». Está compuesto por Kaki Arkarazo, Fermin e Iñigo Muguruza.

## Diferentes versiones editadas
De «NG, geurea da garaipena» han aparecido dos versiones. La versión del álbum (que es igual a la del sencillo) y una versión en directo. Esta última fue grabada el 24 de febrero de 2001 en los últimos conciertos que dieron al ganar el juicio que el grupo tenía pendiente contra Galindo, y apareció en Negu Gorriak: 1990 - 2001.
De «Beste kolpe bat» también existe, aparte de la del álbum (y sencillo), una versión en directo. Apareció en Gora Herria, y fue grabada durante el concierto del Power to the People Tour 91 que el grupo dio el día 29 de octubre en Madrid.